# Septerra Core
Septerra Core: Legacy of the Creator (viết tắt SC) là tựa game nhập vai (RPG) có nội dung giả tưởng mang màu sắc thần thoại kết hợp khoa học kỹ thuật hiện đại do hãng Valkyrie Studios phát triển và Monolith Productions phát hành vào ngày 31 tháng 10 năm 1999.

## Cốt truyện
Cột truyện của Septerra Core kể về một thế giới huyền ảo tên là Septerra với 7 lớp lục địa (Shell), nằm quanh một nhân trung tâm (Core) chứa một nguồn năng lượng kỳ bí. Cứ 100 năm một lần, luồng sáng sẽ xuyên qua các Shell chạm vào nhân. Đúng thời điểm đó, nếu ai có được 2 chiếc chìa khóa (Core Key) nối vào nhau sẽ có thể mở ra bí mật của nhân Septerra và được nhận món quà của Đấng Tạo Hóa (Gift of the Creator). Có một số người có siêu năng lực gọi là Chosen có nhiệm vụ bảo vệ chúng, nhưng Doskias – một trong những thủ lĩnh Chosen với tham vọng của mình, hắn muốn chiếm được thứ vũ khí hủy diệt đó để thống trị Septerra. Maya – một cô gái xinh đẹp, tài năng và là junker (người chuyên thu thập những thứ phế liệu còn sử dụng được trong những thành phố chết để sinh tồn) nhân vật chính của Septerra Core đang sống yên bình với người bác tại Oasis nằm trên hoang mạc rộng lớn của Shell 2 lúc này phát hiện ra âm mưu của Doskias, nhân vật ác sống ở Shell 1, nên cùng với những người bạn đồng hành của mình lên đường ngăn chặn âm mưu độc ác của Doskias, muốn chiếm lấy sức mạnh của nhân Septerra và sử dụng nó để thống trị thế giới.

## Lối chơi
Nhà phát triển đã tạo nên cho Septerra Core một lối chơi hoàn toàn mới mẻ. Đồng thời nó cũng tiếp thu được thế mạnh của các trò chơi nhập vai khác như Final Fantasy VII, VIII hay Chrono Trigger. Nhưng không giống với những trò RPG khác, trong SC mỗi nhân vật có đến 9 kỹ năng hay chiêu thức (skill) với độ mạnh yếu và công dụng khác nhau. Những kỹ năng này được các nhân vật học trong suốt quá trình phiêu lưu hoặc có được khi đã thực hiện xong một nhiệm vụ và ki cả hai nhân vật phải có cùng một nhóm. Đó là trường hợp của Grubb và Led với Grubb Combo và Led Combo. Sự phong phú về chiêu thức tấn công khiến người chơi phải có chiến thuật hợp lý hơn chứ không chỉ đơn giản là tấn công liên tục như các trò chơi khác.
Chiến đấu trong game là kiểu đánh chiến thuật theo lượt (turn-based strategic combat), dựa trên tốc độ (speed) và cột thời gian (time bar). Nhưng cái khác là cột thời gian trong game được chia ra thành 3 đoạn. Đoạn 1, nhân vật có thể thực hiện chiêu thức cấp yếu, đoạn 2 là những chiêu thức cấp trung và đoạn 3 là chiêu thức mạnh nhất. Song khó có thể nói chiêu thức nào là mạnh hơn vì điều đó còn tùy thuộc vào chiến thuật của người chơi.
Maya và các bạn của mình trong khi phiêu lưu phải đụng độ rất nhiều đối thủ. Mỗi đối thủ lại có những chiêu thức riêng. Điều đó khiến cho cuộc chiến trở nên khá vất vả cho dù người chơi ở cấp độ (level) nào. Và trong một số trận đấu, người chơi chỉ có thể thắng bằng sự nhanh trí. Hơn nữa, những trận đấu trong game không còn mang tính chất ngẫu nhiên (random combat) như loạt game Final Fantasy. Các đối thủ mà người chơi gặp sẽ hiện ra trên màn hình, đi tuần hay phục kích trong ngõ tối giúp người chơi có thể né những trận đánh không cần thiết.
Hệ thống phép thuật (magic system) trong game bao gồm những lá bài phép (fate card) rất đặc biệt và đầy uy lực. Có các lá bài phép rất quen thuộc, thường thấy trong các trò RPG khác như Nước (Water), Lửa (Fire), Không khí (Air), Đất (Earth)… nhưng cũng có những lá bài đặc trưng của SC như Law, Chaos. Các lá bài này lại có thể kết hợp với nhau tạo nên vô số phép thuật khác nhau. Ví dụ như khi người chơi sử dụng lá bài Fire (Lửa), nhân vật sẽ niệm phép lửa; nhưng khi kết hợp lá bài Fire (Lửa) với lá bài Summon (Triệu Tập), nhân vật sẽ triệu tập thần lửa để tấn công. Người chơi có thể kết hợp tối đa 3 lá bài. Với cách kết hợp như vậy, người chơi có thể tạo ra trên 100 các câu thần chú khác nhau. Ngoài ra, các đồ dùng, vũ khí… trong SC cũng rất phong phú. Ngoài ra người chơi có thể sử dụng thêm các loại đồ chữa trị (healing item) để phục hồi máu, máy (core engine), nhẫn (ring)… để tăng chỉ số, sức tấn công. Đặc biệt, còn có các món đồ khóa (key item) cực kỳ quan trọng để tiếp tục trò chơi.
Giao diện và các menu trong SC rất đơn giản, không có những lệnh, tùy chọn (option) phức tạp gây khó chịu cho người chơi như thường thấy ở các game khác. Hơn nữa SC có khả năng lưu trò chơi (save) ở bất cứ nơi nào. Cách điều khiển nhân vật cũng rất dễ dàng chỉ bao gồm việc nhấn và giữ phím trái chuột.
Ngoài những cuộc phiêu lưu chính theo kịch bản, người chơi còn có thể tìm thấy một loạt các nhiệm vụ thêm (sud-quest) rất hấp dẫn. Các câu đố và nhiệm vụ trong SC không quá khó nhưng rất lô-gic, khiến người chơi phải động não suy nghĩ. Ngoài việc phải biết kết hợp đúng cách các món đồ (key item), nói chuyện để tìm manh mối, vượt qua các mê cung dài (maze), đôi lúc người chơi còn phải vận dụng trí nhớ, phân tích các chuỗi sự kiện suốt trò chơi để tìm ra con đường đi tiếp. Các manh mối giải đố được các tay thiết kế câu đố (riddledesigner) giấu khá kỹ và tinh tế. Chính vì vậy, người chơi không phải chỉ hiểu được lời thoại là chơi được ngay. Đây cũng là điểm hấp dẫn nhất của SC cũng như của thể loại RPG nói chung.

## Nhân vật
Có cả thảy 9 nhân vật chính trong SC gồm Maya, Grubb, Led, Arym, Corgan, Selina, Runner, Badu và Lobo, mỗi người một tính cách, ngoại hình và thế mạnh riêng, không ai hơn ai. Những đặc trưng đó cũng cho họ khả năng xử lý các tình huống đặc biệt. Ví dụ như Led và Grubb có khả năng chiến đấu tốt hơn với robo hay giải quyết những vấn đề khoa học kỹ thuật, trong khi Araym lại hữu dụng khi tiếp xúc với các cư dân thuộc tầng lớp cùng khổ.
Game cho phép người chơi tạo đội hình nhóm (party) gồm 3 người trong số 9 nhân vật, tuy nhiên một số nhân vật sẽ không thể sử dụng được trong một số sự kiện xuyên suốt trò chơi. Việc phân nhóm chơi như thế nào đôi khi ảnh hưởng đếnkết quả, diễn tiến cốt truyện. Chính vì vậy, trong SC ít có nhân vật nào bị bỏ quên hoặc không sử dụng đến.

### Nhân vật chính
Maya
Lồng tiếng bởi: Karin Anglin
Nhân vật nữ chính đến từ Shell 2, là một junker được trang bị một khẩu súng trường. Làng của cô đã bị xóa sổ mười năm trước đây bởi người của Doskias.
Araym
Lồng tiếng bởi: Tom Ciappa
Một thợ săn tiền thưởng thô lỗ đến từ Shell 4, trước đây Araym vốn là một chuyên gia về chất nổ đến từ Shell 5 trước khi bị mất cả hai tay vì chấn thương trong cuộc chiến tranh Jinam. Sau khi giải nghệ anh trở thành một lính đánh thuê được trang bị vũ khí tên lửa cơ khí. Araym có kiến thức và hiểu biết khá tốt về chất nổ.
Badu
Một người đàn ông đui mù đến từ Shell 7, sử dụng một con dao lớn làm vũ khí và khá thông thạo về RADAR.
Corgan
Lồng tiếng bởi: Tony Mockus Jr
Một kiếm sĩ đến từ Shell 3, anh yêu Layla, cô con gái của người đội trưởng đội Hộ vệ Thánh giá cuối cùng là Bowman. Sau khi quân của Selina xóa sổ thành phố Armstrong, quê hương anh, Corgan đi theo Maya và thề sẽ trả thù Selina.
Grubb
Lồng tiếng bởi: Howard Friedland
Một thợ máy nữ đến từ Shell 2. Là nhà phát minh ra gậy phép đồng thời là người đã xây dựng nên thành phố Workbots là nơi mà Maya và anh đã từng sống, mặc dù họ đang bị ngài Thị trưởng hành hạ liên tục.
Led
Lồng tiếng bởi: Emmy Blume
Một thợ máy nữ đến từ Shell 5, là con gái của tướng Campbell vùng Ankara, cô sử dụng một loại cờ-lê khổng lồ làm vũ khí tự vệ. Một đôi chân giả bằng máy của cô là hậu quả của một vụ tai trong quá trình huấn luyện quân sự, ngoài ra cô còn có cảm tình với Grubb.
Lobo
Lồng tiếng bởi: Jeff Lupetin
Một cướp biển Jinam dạng Cyborg (nửa ngươi nửa máy), là chiến binh nô lệ của Jinam, các thiết bị hạn chế của anh được tháo gỡ sau khi anh được trả tự do.
Runner
Lồng tiếng bởi: Rengin Altay
Một con chó máy khổng lồ rất trung thành với Grubb là người tạo ra nó. Rất hữu dụng trong cận chiến, nhưng có nhược điểm là tốc độ di chuyển rất chậm.
Selina
Lồng tiếng bởi: Jill Shellabarger
Một kiếm sĩ và là người được chọn đến từ Shell 1. Trước đây cô là tướng lĩnh kiêm người yêu dưới quyền thủ lĩnh những người được chọn là Doskias. Mặc dù Doskias đã bỏ rơi cô để đến với người khác do dòng dõi nghèo hèn của cô, nó, nhưng cô vẫn quan tâm sâu sắc đến Doskias.
Doskias
Lồng tiếng bởi: Pete Stacker
Một người được chọn hùng mạnh và là hậu duệ trực tiếp của Marduk. Hắn đã phá hủy quê hương của Maya mười năm về trước trong khi đang chiến đấu với kẻ được chọn (Chosen). Bây giờ mục tiêu của Doskias là hướng đến việc hoàn thành di sản của Đấng Tạo Hóa với bất cứ giá nào.

### Nhân vật phụ
Layla
Lồng tiếng bởi: Rengin Altay
Kaleb
Lồng tiếng bởi: Jason Court
Aspertine
Lồng tiếng bởi: Tim Dadabo
Connor
Lồng tiếng bởi: Dave Kappas
Azziz
Lồng tiếng bởi: Don Stroup
Tori
Lồng tiếng bởi: Marcella Mencotti
Campbell
Lồng tiếng bởi: Tom McElroy
Gunnar
Lồng tiếng bởi: Steve Downes
Alisa
Lồng tiếng bởi: Amanda Philipson
Uncle
Lồng tiếng bởi: Russ Reed
Balcaam
Lồng tiếng bởi: Norm Woodel

## Đón nhận
Trò chơi nhận được đánh giá "trung bình" theo trang web tổng hợp kết quả đánh giá Metacritic. John Lee của tạp chí NextGen cho biết, "Bạn không thấy nhiều game nhập vai kiểu console trên PC, nhưng Septerra Core sẽ khiến bạn phải chú ý".
Jason Lambert của GameZone đã chấm cho game 8,1/10 điểm nhận định, "Nếu bạn đang muốn một game nhập vai thú vị trong khi chờ đợi những game tuyệt vời khác lên kệ, thì bạn sẽ muốn chọn Septerra Core."
Một trong những điểm mạnh của Septerra Core là phần đồ họa: cách phối màu dễ nhìn, bản đồ thế giới và bản đồ thành phố rộng lớn, cảnh nền (background) được trau chuốt đến từng chi tiết nhỏ. Có đến hàng trăm địa điểm (location) ẩn hiện khác nhau, mỗi địa điểm có địa hình rất đặc trưng và không trùng lặp. Các hiệu ứng hình ảnh, phép thuật (spell effect) cũng được thực hiện rất công phu. Nhân vật trong game được thiết kế theo phong cách của trường phái Nhật Bản. Tuy động tác của các nhân vật không quá chi tiết như trong Final Fantasy VIII nhưng có thể chấp nhận được. Các đoạn phim minh họa trong SC không nhiều nhưng rất đẹp và theo sát những sự kiện chính.
Âm thanh trong Septerra Core cực kỳ ấn tượng. Các cộc đối thoại trong Septerra Core đều được lồng tiếng khá tốt. Khi nói chuyện, chân dung các nhân vật được thể hiện,trong một khung hình hoạt họa 3D rất đẹp. Tuy nhiên, game lại thiếu một nhân tố rất quan trọng mà hầu hết các trò RPG yêu cầu, đó là nhạc nền. Người chơi chỉ nghe được nhạc nền khi ở bản đồ thế giới (world map) hay trong khi chiến đấu (combat).
Bên cạnh những điểm mạnh, cũng như bao trò chơi khác, Septerra Core cũng xuất hiện khá nhiều lỗi (bug) rất khó chịu, điển hình là: những trận đánh không thể kết thúc, lỗi liên quan đến save (lưu) và load (mở) game cùng một số lỗi khác nữa. Tuy nhiên nhà sản xuất đã khắc phục các lỗi này bằng cách cho phép người chơi tải bản sửa lỗi 1.02 (patch 1.02) ở trang web của hãng phát triển hay các site trò chơi khác trên mạng.